# رابرت بورچلر
رابرت بورچلر (انگلیسی: Robert Bürchler; ۲۸ may ۱۹۱۵ – ۲۳ آوریل ۱۹۹۳ (۷۷ ساله)) ورزشکار ورزش تیراندازی اهل سوئیس بود.
وی در مسابقات کشوری و بین‌المللی در مجموع برندهٔ ۱ مدال نقره شده‌است.